# Lijst van soorten Petropedetidae
Onderstaand een lijst van alle soorten kikkers uit de familie Petropedetidae. De lijst is gebaseerd op Amphibian Species of the World.
- Soort Arthroleptides dutoiti
- Soort Arthroleptides martiensseni
- Soort Arthroleptides yakusini
- Soort Ericabatrachus baleensis
- Soort Petropedetes cameronensis
- Soort Petropedetes euskircheni
- Soort Petropedetes johnstoni
- Soort Petropedetes juliawurstnerae
- Soort Petropedetes palmipes
- Soort Petropedetes parkeri
- Soort Petropedetes perreti
- Soort Petropedetes vulpiae